# Be as You Are (Songs from an Old Blue Chair)
Be as You Are (Songs from an Old Blue Chair) è un album in studio del musicista country statunitense Kenny Chesney, pubblicato nel 2005.

## Tracce
1. Old Blue Chair
2. Be as You Are
3. Guitars and Tiki Bars
4. Island Boy
5. Somewhere in the Sun
6. Boston
7. Something Sexy About the Rain
8. French Kissing Life
9. Key Lime Pie
10. Sherry's Living in Paradise
11. Magic
12. Soul of a Sailor
13. Old Blue Chair (Ocean Mix)

## Classifiche
| Classifica (2005) | Posizione raggiunta |
| ----------------- | ------------------- |
| Stati Uniti       | 1                   |